# Лішково (Великопольське воєводство)
Лішково (пол. Liszkowo, нім. Witzleben) — село в Польщі, у гміні Лобжениця Пільського повіту Великопольського воєводства.
Населення — 583 особи (2011).
У 1975-1998 роках село належало до Пільського воєводства.

## Демографія
Демографічна структура станом на 31 березня 2011 року:
|          | Загалом | Допрацездатний вік | Працездатний вік | Постпрацездатний вік |
| -------- | ------- | ------------------ | ---------------- | -------------------- |
| Чоловіки | 291     | 77                 | 193              | 21                   |
| Жінки    | 292     | 68                 | 175              | 49                   |
| Разом    | 583     | 145                | 368              | 70                   |